# Matilde Landeta
Matilde Soto Landeta (Ciudad de México, 20 de septiembre de 1910-Ciudad de México, 26 de enero de 1999) fue una directora de cine y guionista mexicana. Junto a Adela Siqueiros y Mimi Derba, se convirtió en una de las primeras mujeres en desempeñarse como cineastas en México, iniciando su carrera durante el transcurso de la Época de Oro del cine mexicano. En 1948, dirigió su primera película, Lola Casanova.

## Biografía y carrera
Matilde Soto Landeta nació el 20 de septiembre de 1910 en Ciudad de México, siendo hija de Gregorio Soto y Matilde Landeta. Su madre falleció cuando ella apenas tenía tres años, por lo que pasó a ser criada por su abuela materna en San Luis Potosí. A los 14 años durante un viaje a Estados Unidos, descubrió el cine al ver una película llamada Old San Francisco. Tras lo anterior, en 1932 decidió perseguir una carrera como continuista con la ayuda de su hermano, el actor Eduardo Landeta.
En 1945, inició su carrera como asistente de dirección. Aunque no asistió a una escuela de cine llegó a conocer la industria gracias a su trabajo con conocidos directores mexicanos como Emilio Fernández, Julio Bracho y Roberto Gavaldón, Agustín Delgado o Fernando de Fuentes. Debido a que laboraba en una industria dominada por los hombres, experimentó la desigualdad de género y tuvo que luchar para demostrar sus aptitudes para el cine. Como no pudo conseguir financiación para sus películas, terminó por poner su casa en garantía para poder establecer su propia compañía productora, TACMA S. A. de C. V. Sus primeros dos largometrajes fueron adaptaciones de novelas de Francisco Rojas González, Lola Casanova (1948) que tardó un año en estrenarse y tuvo mala distribución y difusión. Su segunda película  La negra Angustias (1949), también sufrió un boicot similar, y Trotacalles (1951) su tercera película, le generó numerosos problemas sindicales que le imposibilitó volver a filmar hasta 40 años después.
Landeta iba a dirigir Tribunal de menores, sin embargo, Eduardo Garduaño, miembro del Banco Nacional de Cinematografía, la convenció de vender su guion. Garduaño vendió la película al director Alfonso Corona Blake, quien le cambió el título a El camino de la vida. Trataron de excluir su nombre de los créditos, pero Landeta terminó demandándoles y logró mantener el reconocimiento para su guion. Sin embargo, debido a este incidente, le impidieron trabajar en la industria del cine mexicano, por lo que decidió trabajar en Estados Unidos. Durante los siguientes años escribió el guion de más de 100 cortometrajes de media hora para la televisión estadounidense. También impartió clases en la primera escuela de cine. Fue responsable de la supervisión de guiones en el Banco de Guiones de la Sociedad General de Escritores de México y ella misma continuó escribiendo. En 1957 recibió el premio Ariel en la categoría de mejor argumento por El camino de la vida.
En 1975 se produjo un punto de inflexión en el reconocimiento de su trayectoria cuando en el marco del Año Internacional de la Mujer y la celebración en México de la Conferencia Mundial sobre la Mujer de 1975 la Cineteca Nacional en el ciclo de "Mujeres cineastas" destacó su obra. Recibiendo también el reconocimiento en varios festivales de cine internacionales. En 1988 recibió la Medalla Filmoteca y en 1992 el Instituto Mexicano de la Cinematografía reconoció su trayectoria.
Fue dos veces Presidenta de la Academia Mexicana de Artes y Ciencias Cinematográficas entre 1983-1994 y entre 1985 a 1986. En 1991 a los 78 dirigió su último largometraje, Nocturno a Rosario. Se vio obligada a vender sus tres películas anteriores en España para costear con Imcine la producción de la misma. En 1992, la productora de cine Patricia Martínez de Velasco le realizó un documental enfocado en su vida, carrera, y su última película dirigida, Nocturno a Rosario; dicha producción se título Matilde Landeta

## Vida personal y muerte
Landeta contrajo matrimonio con Martín Toscano, con quien permaneció hasta que éste murió. La fecha de su matrimonio, así como la de la muerte de Toscano, son desconocidas.
El 26 de enero de 1999, Landeta falleció en Ciudad de México a los 88 años de edad, a causa de un choque séptico, un sepsis abdominal, una perforación colónica, una cardiopatía isquémica, e hipertensión arterial. Su cuerpo fue sepultado en una cripta del panteón Mausoleos del Ángel, ubicado en la misma ciudad.

## Legado
A partir de 2005, la Asociación Cultural Matilde Landeta otorga anualmente el «Premio Matilde Landeta al mejor guion escrito por mujeres», un premio a las mejores mujeres guionistas.Sin embargo, dicho premio y beca no se otorga desde 2020.
El 30 de marzo de 2023, los Estudios Churubusco develaron 8 placas con los nombres de las pioneras de la industria del cine mexicano, las cuales están en la entrada de los foros de grabación. Además de Landeta, las homenajeadas fueron Mimí Derba, Cándida Beltrán, Gloria Schoemann, Elena Sánchez, Carmen Toscano, Adela Sequeyro, Adriana y Dolores Ehlers.
El 20 de septiembre de 2023, Google le rindió tributo dedicándole un Doodle.

## Filmografía
|      | Título                                | Notas                                                                                        |
| ---- | ------------------------------------- | -------------------------------------------------------------------------------------------- |
| 1991 | Nocturno a Rosario                    | Dirección, producción, guion                                                                 |
| 1985 | El rescate de las islas Revillagigedo | Cortometraje documental; edición, guion basado en el material filmado por Luis Spota en 1957 |
| 1976 | Ronda revolucionaria                  | Documental; Guion                                                                            |
| 1958 | Siempre estaré contigo                | Guion                                                                                        |
| 1956 | El camino de la vida                  | Guion                                                                                        |
| 1953 | La hora de Jaudi Dudi                 | Serie de televisión; dirección                                                               |
| 1951 | Trotacalles                           | Dirección, producción y guion                                                                |
| 1949 | La negra Angustias                    | Dirección, producción y guion                                                                |
| 1949 | Lola Casanova                         | Dirección y guion; ópera prima                                                               |
| 1948 | Ahí vienen los Mendoza                | Asistente de dirección                                                                       |
| 1947 | El precio de la gloria                | Asistente de dirección                                                                       |
| 1947 | Pecadora                              | Asistente de dirección                                                                       |
| 1947 | La malagueña                          | Asistente de dirección                                                                       |
| 1946 | Carita de cielo                       | Asistente de dirección                                                                       |
| 1946 | Don Simón de Lira                     | Asistente de dirección                                                                       |
| 1946 | Extraña Obsesión                      | Asistente de dirección                                                                       |
| 1946 | El cocinero de mi mujer               | Asistente de dirección                                                                       |
| 1946 | Se acabaron las mujeres               | Asistente de dirección                                                                       |
| 1946 | La herencia de la Llorona             | Asistente de dirección                                                                       |
| 1946 | La fuerza de la sangre                | Asistente de dirección                                                                       |
| 1946 | Rocambole                             | Asistente de dirección                                                                       |
| 1945 | Espinas de una flor                   | Asistente de dirección                                                                       |
| 1945 | Flor de un día                        | Asistente de dirección (sin crédito)                                                         |
| 1945 | Cantaclaro                            | Anotadora                                                                                    |
| 1945 | Sinfonía de una vida                  | Anotadora                                                                                    |
| 1945 | Soltera y con gemelos                 | Anotadora                                                                                    |
| 1944 | Adán, Eva y el diálogo                | Asistente de dirección                                                                       |
| 1943 | La corte del faraón                   | Anotadora                                                                                    |
| 1943 | La guerra de los pasteles             | Anotadora                                                                                    |
| 1943 | María Candelaria                      | Anotadora                                                                                    |
| 1943 | Distinto amanecer                     | Anotadora                                                                                    |
| 1943 | La mujer sin cabeza                   | Anotadora y asistente de dirección (sin crédito)                                             |
| 1943 | El as negro                           | Anotadora y asistente de dirección (sin crédito)                                             |
| 1943 | El espectro de la novia               | Anotadora y asistente de dirección                                                           |
| 1943 | Flor silvestre                        | Anotadora                                                                                    |
| 1943 | María Eugenia                         | Anotadora                                                                                    |
| 1942 | Jesusita en Chihuahua                 | Anotadora                                                                                    |
| 1940 | Amor de los amores                    | Anotadora                                                                                    |
| 1939 | Con los Dorados de Villa              | Anotadora                                                                                    |
| 1938 | El cobarde                            | Anotadora                                                                                    |
| 1937 | Águila o sol                          | Anotadora                                                                                    |
| 1935 | Vámonos con Pancho Villa              | Anotadora                                                                                    |
| 1935 | La familia Dressel                    | Anotadora                                                                                    |
| 1933 | El compadre Mendoza                   | Anotadora                                                                                    |
| 1933 | La Calandria                          | Anotadora                                                                                    |
| 1933 | Su última canción                     | Anotadora                                                                                    |
| 1933 | El prisionero trece                   | Anotadora                                                                                    |

## Premios
En 1957, Landeta recibió un Premio Ariel por la Mejor Historia Original para su película El camino de la vida, que escribió conjuntamente con su hermano Eduardo. La película también ganó el Ariel de oro 1957, el Ariel de plata por Película de Gran Interés Nacional y la Mejor Dirección y otros dos premios en el Festival Internacional de Cine de Berlín de 1956, bajo el nombre de Alfonso Corona Blake.
En 1975, Landeta fue reconocida por su película La negra Angustias en la categoría de Mujeres Directoras en el contexto del Año Internacional de la Mujer.
En 1992, el comité organizador de los Premio Ariel le otorgó un premio especial en reconocimiento a su trayectoria.